# Militia Dei (булла)
«Militia Dei» (лат. воїнство Боже; Божа армія) — булла Папи Римського Євгенія III, датована 7 квітня 1145 року, що звільнила орден тамплієрів від сплати десятини і дозволила ордену будувати власні орденські каплиці і церкви, а також ховати померлих членів ордену в Святій Землі, тобто на кладовищі всередині огорожі їхніх церков.
Як і всі папські булли, «Militia Dei» отримала назву за першими словами тексту. Разом із буллами «Omne Datum Optimum» і «Milites Templi» вона сприяла збагаченню і процвітанню ордену тамплієрів.
У 1160 році тамплієри скаржилися новому папі Олександрові III на те, що єпископи відбирають у них третину від майна, заповіданого ордену тими, хто бажав бути похованим на їхніх цвинтарях. Папа відповів буллою «Dilecti filii», зобов'язав духовенство задовольнятися чвертю заповідального дару.